# Josef Černý (cyclisme)
Cet article concerne un coureur cycliste. Pour le hockeyeur, voir Josef Černý.
Josef Černý, né le 11 mai 1993 à Prague, est un coureur cycliste tchèque, membre de l'équipe Soudal Quick-Step. Multiple champion de République tchèque sur route, il a également remporté une étape du Tour d'Italie 2020.

## Biographie
Sans résultats notables chez les juniors et sans perspectives en République tchèque, Josef Černý met sa carrière de coureur en pause à l'issue de la saison 2011. Il trouve finalement un contrat au sein de la Wibatech-LMGK Ziemia Brzeska, une équipe continentale polonaise.
En 2013, il rejoint l'équipe continentale professionnelle polonaise CCC Polsat Polkowice, formation pour laquelle il court jusqu'à la fin de la saison 2016. Il avait été repéré par Piotr Wadecki lors d'une course en montagne en Pologne. En avril 2013, pour sa première course par étapes, il figure dans l'échappée de la première étape du Tour du Trentin. L'échappée se joue la victoire avec près de sept minutes d'avance sur les favoris et Černý prend la deuxième place derrière Maxime Bouet. Après le contre-la-montre par équipes de l'après-midi, Černý porte le maillot de leader durant une étape avant de le céder. Par la suite, il devient champion de République tchèque du contre-la-montre espoirs en 2013 et 2015 et remporte sa première compétition internationale en 2014 lors du Visegrad 4 Bicycle Race-GP Czech Republic.
En 2017 et 2018, il rejoint l'équipe continentale tchèque Elkov-Author. Il accumule les succès dans son pays, en remportant en 2017 le classement général du Czech Cycling Tour et de l'Okolo Jižních Čech et en 2018 les deux titres nationaux. Sélectionné pour représenter son pays aux championnats d'Europe de 2018, il se classe dix-septième de l'épreuve contre-la-montre. Le même mois, la presse sportive annonce que le coureur tchèque s'engage pour la saison 2019 avec la formation World Tour BMC Racing, renommée CCC l'année suivante.
Pour sa première saison dans le World Tour, il découvre le Tour d'Italie, où il prend notamment la sixième place du contre-la-montre final.
En mars 2020, troisième des deux étapes du Tour de Murcie, il prend la deuxième place du général et du classement par points. Il termine 106e de Kuurne-Bruxelles-Kuurne avant que la saison ne soit suspendue à cause de la pandémie de Covid-19. Il reprend la compétition le 1er août par une septième place sur la Route d'Occitanie. Le 20 août, il devient champion de République tchèque du contre-la-montre. Neuf jours plus tard, il remporte le contre-la-montre du Tour Poitou-Charentes en Nouvelle-Aquitaine et s'empare à cette occasion du maillot blanc de leader de la course mais l'abandonne le lendemain à Arnaud Démare. L'étape chronométrée comptant pour la Coupe de France, il en prend la tête du classement. Lors des championnats du monde, il participe au contre-la-montre (23e) et à l'épreuve en ligne aux côtés de Jan Hirt, Jakub Otruba et Adam Ťoupalík. Il enchaîne par le Tour d'Italie où il se distingue lors des épreuves chronométrées, 6e de la première étape et 5e de la quatorzième étape. Lors de la 19e étape, il obtient le plus grand succès de sa carrière en s'imposant en solitaire sous la pluie, après avoir distancé ses compagnons d'échappée à 21 kilomètres de l'arrivée.
Le 19 novembre 2020, il s'engage avec la formation belge Deceuninck-Quick Step. En juin 2021, il est pour la troisième fois Champion de République tchèque du contre-la-montre et remporte l'année suivante la 5e étape de la Semaine internationale Coppi et Bartali.
Le 25 avril 2023, il remporte le prologue du Tour de Romandie devant le champion du monde de la spécialité Tobias Foss et s'empare du maillot jaune. Présent sur le Tour d'Italie en tant qu'équipier de Remco Evenepoel, Černý voit son leader abandonner au soir de la neuvième étape après avoir été infecté par le SARS-CoV-2. Trois jours plus tard, lui-même infecté, Černý, tout comme ses coéquipiers Mattia Cattaneo, Louis Vervaeke et Jan Hirt, est non-partant lors de la onzième étape. Černý prolonge en juillet son contrat avec la formation de Patrick Lefévère jusqu'en fin d'année 2025.

## Palmarès et résultats

### Palmarès par années
| - 2013 - Champion de République tchèque du contre-la-montre espoirs - 2014 - Visegrad 4 Bicycle Race-GP Czech Republic - 2015 - Champion de République tchèque du contre-la-montre espoirs - 2e du championnat de République tchèque sur route espoirs - 2017 - Czech Cycling Tour : - Classement général - 1re (contre-la-montre par équipes) et 3e étapes - Okolo Jižních Čech - 2e du Visegrad 4 Bicycle Race-GP Hungary - 2e du championnat de République tchèque sur route - 3e du championnat de République tchèque du contre-la-montre - 3e de Velká Bíteš-Brno-Velká Bíteš - 3e du Szlakiem Wielkich Jezior - 2018 - Champion de République tchèque sur route - Champion de République tchèque du contre-la-montre - 4e étape de l'Okolo Jižních Čech - 2e du CCC Tour-Grody Piastowskie - 2e d'À travers les Hauts de France – Trophée Paris Arras Tour - 3e du Tour du Loir-et-Cher - 3e de la Ronde de l'Oise | - 2019 - 2e du championnat de République tchèque du contre-la-montre - 2020 - Champion de République tchèque du contre-la-montre - 19e étape du Tour d'Italie - 3e étape (b) du Tour Poitou-Charentes en Nouvelle-Aquitaine - 2e du Tour Poitou-Charentes en Nouvelle-Aquitaine - 2e du Tour de Murcie - 2021 - Champion de République tchèque du contre-la-montre - 2022 - 5e étape de la Semaine internationale Coppi et Bartali - Classement général du Tour de Slovaquie - 2023 - 2e étape du Tour des Émirats arabes unis (contre-la-montre par équipes) - Prologue du Tour de Romandie - 2e du championnat de République tchèque du contre-la-montre - 2025 - 2e du championnat de République tchèque du contre-la-montre |  |

### Résultats sur les grands tours

#### Tour d'Italie
5 participations
- 2019 : 115e
- 2020 : 86e, vainqueur de la 19e étape
- 2023 : non-partant (11e étape)
- 2024 : 141e
- 2025 : 132e

#### Tour d'Espagne
1 participation
- 2021 : 142e

### Classements mondiaux
| Année                                 | 2012 | 2013 | 2014 | 2015 | 2016  | 2017 | 2018 | 2019 | 2020 | 2021 | 2022 | 2023 | 2024  |
| ------------------------------------- | ---- | ---- | ---- | ---- | ----- | ---- | ---- | ---- | ---- | ---- | ---- | ---- | ----- |
| Classement mondial                    |      |      |      |      | 1943e | 170e | 168e | 809e | 117e | 331e | 423e | 865e | 1104e |
| UCI Europe Tour                       | 820e | 391e | 335e | 846e | 1298e | 60e  | 56e  | 589e | 97e  | 279e | 338e | nc   | nc    |
|                                       |      |      |      |      |       |      |      |      |      |      |      |      |       |
| Légende : nc = non classéSource : UCI |      |      |      |      |       |      |      |      |      |      |      |      |       |